# Ralph Beaubrun
Pour les articles homonymes, voir Beaubrun.
Ralph Beaubrun est un chanteur, chorégraphe, danseur professionnel et acteur haïtien. Il est de la famille Languichatte.

## Biographie
Ralph est originaire d'Haïti. Son enfance, il l'a vécue au sein d'une famille animée par la danse, le théâtre, la musique et le cinéma. Aussi, dès son plus jeune âge, il épouse la musique. 
Entre 2001 et 2007, il a fait des études de master en ingénierie mathématique à Bordeaux. À partir de 2008, il s'installe définitivement à Paris et s'investit pleinement dans une carrière professionnelle dans le domaine de la danse et de la musique.

### La danse
Il débute la danse à l'âge de cinq ans. Il fait ses premiers pas sur scène à 17 ans en qualité de danseur dans le cadre d’une tournée américano-canadienne réalisée par le groupe de musique Boukman Eksperyans. Avec ce groupe, il est d'ailleurs entré en studio pour plus d'une quinzaine de chansons au sein des chœurs,. 
Aujourd'hui, il danse pour des vedettes telles que stromae, Julien Doré. Depuis 2012, il est le danseur professionnel de TAL. Il a aussi accompagné  Dadju sur scène comme choriste-danseur dans des émissions comme : La fête de la musique, la chanson de l'année, NRJ music Awards 2000. Concomitamment, il enseigne des cours de danse, notamment le new style hip-hop, au Studio de Danse Lax dans la capitale française, Paris,,.

### La musique
Apres plusieurs collaborations aux côtés de divers artistes de la musique française comme choriste, compositeur et danseur, Ralph offre, en ce début de l'an 2021, son tout premier single dont le titre est : J'en ai besoin. Ce titre est une co-composition de TAL et de Jordan Houyez,,.

### Influences
Ralph subit tant les influences des mélodies traditionnelles haïtiennes à travers le groupe musical (familial) Boukman Eksperyans que celles du Hip-hop américain des années 80 à travers des artistes comme Michael Jackson, Bob Marley, Janet Jackson, Whitney Houston, Prince,...

## Sources et références
1. 1 2 3  « Un autre membre de la famille « Languichatte » dans l’arène », Le National,‎ 19 janvier 2021 (lire en ligne)
2. 1 2 3  « QUI EST RALPH BEAUBRUN », sur Makaya Magazine (consulté le 20 janvier 2021)
3. ↑  « Ralph Beaubrun, Le Chanteur Et Danseur Haïtien Dans Le Chorus De Dadju. », sur Safety Promo, 2020-08-29edt13:30:00-04:00 (consulté le 20 janvier 2021)
4. ↑  https://tf1pro.com/sites/default/files/atoms/files/ppt_tutos_fous_tfou_def_0.pdf
5. ↑  « Ralph Beaubrun », sur Lax Studio, 29 janvier 2015 (consulté le 20 janvier 2021)
6. ↑  Diery Marcelin, « Ralph Beaubrun nous offre "J'en ai besoin" ! », sur Le Nouvelliste (consulté le 20 janvier 2021)
7. ↑  Vincent KHENG, « "J'en ai besoin", le premier single de Ralph Beaubrun », sur Just Music, 15 janvier 2021 (consulté le 20 janvier 2021)
8. ↑  « Amour, bonnes ondes et soleil, découvrez Ralph Beaubrun », 18 janvier 2021 (consulté le 20 janvier 2021)